# Anima Eterna Brugge
Anima Eterna Brugge is een internationaal projectorkest dat als huisartiest verbonden is aan het Concertgebouw (Brugge). Het werd in 1987 opgericht door dirigent en klavierspeler Jos Van Immerseel.
Anima Eterna brengt repertoire geschreven tussen 1750 en 1945 en de grootte van het orkest varieert, afhankelijk van het repertoire, van zeven tot tachtig muzikanten. Historische uitvoeringspraktijk is de rode draad doorheen de geschiedenis van Anima Eterna. Elk nieuw project vindt plaats in een sfeer van onderzoek, ontdekking en artistiek experiment. Zo verdiepen de muzikanten zich in de verschillende uitgaven van het werk, de muziekinstrumenten, de speelwijze, de bezetting en andere elementen die een invloed kunnen hebben op de klank en het karakter van de uitvoering. 
Sinds 2021 werkt Anima Eterna samen met vier verschillende dirigenten die elk een artistiek traject uitbouwen. Giovanni Antonini zoekt naar een historisch belcanto, Pablo Heras-Casado gaat met Anton Bruckner aan de slag, Bart Van Reyn neemt het orkest mee naar de bron van de symfonie en Midori Seiler herdefinieert de klankwereld van de romantiek. Samen met de muzikanten zeggen ze de verbeelding van het publiek te willen stimuleren en het collectieve geheugen te verrijken. Anima Eterna engageert zich om het artistieke onderzoek dat binnen het orkest wordt ontwikkeld ook actief naar buiten te brengen met innovatieve concertformats zoals Anima Insight en Atelier Anima – zowel op grote podia in orkestverband, als op kleine podia in kamermuziekverband. 
Mijlpalen uit de geschiedenis van Anima Eterna zijn onder andere de integrale opname van de klavierconcerti van Mozart en de integrale opnamen van de symfonieën van Schubert en de jaren negentig en van Beethoven in 2008. Jos van Immerseel en Anima Eterna verlegden doorheen de jaren telkens de grens van het eigen repertoire. Legde het orkest zich in de begindagen toe op barokmuziek, dan veroverde het gaandeweg de klassieke, romantische en zelfs vroeg 20ste-eeuwse muziek. In elk van deze repertoires verzette het orkest door volgehouden onderzoek de bakens van de uitvoeringspraktijk met optredens in onder meer het Lincoln Center in New York, het Sydney Opera House, de Wiener Musikverein, de Elbphilharmonie in Hamburg en het Concertgebouw (Brugge).
In 2021 nam oprichter Jos van Immerseel afscheid als artistiek directeur. Hij ondersteunde het orkest nog met masterclasses, hij bouwde de jaren erna mee aan het archief van Anima Eterna en dirigeerde nog één keer per seizoen. In september 2024 beëindigde het bestuur van Anima Eterna de samenwerking met Van Immerseel wegens "aanhoudend agressief gedrag en regelmatige inbreuken op de contractuele verplichtingen". Hijzelf sprak van "lasterlijke aantijgingen".

## Discografie
Het orkest heeft een uitgebreide discografie van meer dan vijftig titels uitgebracht bij de labels Channel Classic Records, Zig-Zag Territoires en Alpha Classics. Met Pablo Heras-Casado gaat Anima Eterna symfonieën van Bruckner opnemen voor het label Harmonia Mundi.
- 2019: Franz Schubert, Octet D. 803 Franz Berwald, Septet in Bb-majeur
- 2018: Felix Mendelssohn Bartholdy, Vioolconcerto Op. 64, Octet Op. 20
- 2017: Gershwin, Claron McFadden, Bart Van Caenegem
- 2015: Schubertiade 'Du Holde Kunst, Ich Danke Dir'
- 2012: Schubert - The Complete Symphonies
- 2011: Francis Poulenc, Concerto Pour Deux Pianos Et Orchestra
- 2010: Berlioz, Fantastic symphony, opening The Roman Carnival
- 2008: Beethoven, symfonieën en ouvertures
- 2006: Johann Strauss
- 2006: Ravel, Bolero, Pavane voor een dode baby, Rapsodie espagnole, La Valse
- 2006: Mozart, symfonieën nr. 40 en nr. 41
- 2006: Mozart, concerten voor pianoforte nr. 15, 22, 23, 6, 8
- 2005: Rimsky-Korsakov, Borodin
- 2004: Haydn, symfonieën, pianoconcert
- 2003: Mozart, laatste symfonieën
- 2003: Tchaikovsky, suite van notenkraker en symfonie nr. 4 (heruitgegeven 2007)
- 2002: Johann Strauss, walsen, polka's, openingen